# Reloj Argo
El reloj Argo fue una calculadora mecánica diseñada por el empresario británico e inventor Arthur Pollen. Se desarrolló a través de varios modelos y fue adoptado en forma limitada por la Royal Navy como uno de los componentes de la Mesa Dreyer Mark II.

## Antecedentes
El sistema de corrección de puntería Argo consistía en tres dispositivos concebidos para abordar integralmente  el problema que se le presentaba a dos naves al entablar combate estando en movimiento y a gran distancia una de la otra. Se centró en el diseño de un reloj que efectuaba muchas funciones automatizadas y presentaba la solución del problema del disparo. Este reloj tenía que ser alimentado con la demarcación y distancia al enemigo continuamente por un telemétro de coincidencia instalado en un montaje estabilizado ubicado en la superestructura del buque; obtenía el rumbo verdadero de ambas naves trazado automáticamente por el Plóter Argo. Era tan avanzado y ambicioso este sistema que fue distribuido solo por partes en algunas naves de la Marina Real.

## Equipos
Pollen previó el uso de tres componentes en su sistema de corrección de puntería: el telémetro estabilizado, el plóter y finalmente el reloj.

### Telémetro de coincidencia en montaje Argo
Era un telémetro de coincidencia instalado en un montaje estabilizado contra las guiñadas del buque, cubierto por un operador que simultáneamente enviaba la distancia y la demarcación del blanco al reloj; pero Pollen, para aliviar la tarea del operador, le agregó la entrada del girocompás para que el montaje automáticamente corrigiera la demarcación cuando el buque propio hacía guiñadas. Mientras otros resolvieron este problema haciendo instrumentos cubiertos con dos hombres donde uno se preocupaba de la ronza y el otro de la distancia. En 1914 varios buques de la Royal Navy tenían instalado este sistema, Pollen le entregó 45 de estos equipos a la Royal Navy.

### Plóter Argo de los rumbos verdaderos
El sistema Argo optó por el trazado del rumbo verdadero, en contraposición al trazado de distancia y demarcación que empleaba el sistema Dreyer. El plóting del rumbo verdadero era simplemente y en el mejor sentido hacer un gráfico de los rumbos del buque propio y del buque enemigo. Esencialmente, esto significaba, plotear la acción ocurrida.

### Reloj Argo
El reloj Argo era el corazón del sistema. Comprendía manillas para ingresar la distancia estimada inicial y otros datos estimados y luego entregaba un conjunto de parámetros en constante evolución para rastrear cómo cambiaba el escenario de tiro con el tiempo. Indicadores en el panel superior mostraban la distancia, demarcación, inclinación y otros factores, y ejes de salida permitían que la distancia y la deflexión pudieran pasar a los transmisores manuales que se comunicaban con el director y los cañones.
El reloj Argo fue adquirido por la Royal Navy para ser empleado en la Mesa Dreyer Mk II pero el sistema integral de corrección de puntería Argo nunca fue empleado en acción, hecho que dio base para un amplio debate entre este sistema y la Mesa Dreyer empleada por la Royal Navy.

## Problemas con la Royal Navy
La elección entre el sistema Dreyer y el de Pollen fue complicado en su época. La Royal Navy en 1909 y 1910 aprobó la Mesa Dreyer desechando la solución propuesta por Pollen. La Marina Real había probado muchas veces los diseños de Pollen y le había dado a él su preferencia pero finalmente se decidió por Dreyer.
Los problemas con Pollen fueron varios: a.- Inicialmente la idea del plóter Argo estaba fuera del alcance de la tecnología de la época. 2.- Infinidad de veces no cumplió con los plazos y costos a que se había comprometido. 3.- Pollen, acostumbrado a los métodos comerciales de la vida civil se comunicó con varios oficiales navales tratando de influenciarlos a su favor en la elección del sistema de control de fuego para las naves británicas por ello se le prohibió el acceso al Almirantazgo y 4.- Utilizó sus influencias para exponer en el Parlamento que la Royal Navy no quería comprarle su diseño.
Pollen en 1925 ganó un premio de £30.000 de la Comisión Real de Premios a los Inventores porque su reloj Argo había sido empleado sin su autorización. En la misma fecha Dreyer solicitó un reconocimiento similar pero debido a que él había recibido un premio de £5.000 por sus trabajos en control de fuego presentados en 1915, su petición fue rechazada.
Pollen fundó la Compañía Argo en 1909 para mantener sus patentes, y en 1911 tomó una participación en Thomas Cooke & Sons de York que fabricó su equipo. Los instrumentos de Polen en sus formas finales fueron en sí logros significativos de ingeniería y cálculo.